# ロッキード事件
ロッキード事件（ロッキードじけん、英語: Lockheed bribery scandals）は、アメリカの航空機製造大手のロッキード社による、主に同社の旅客機の受注をめぐって1976年（昭和51年）2月に明るみに出た世界的な大規模汚職事件である。
この事件では日本やアメリカ、オランダ、ヨルダン、メキシコなど多くの国々の政財界を巻き込んだが、本項では「総理の犯罪」の異名で知られる日本での汚職事件について詳細に述べる。
なお、肩書きはいずれも事件発覚当時のものである。

## 概要

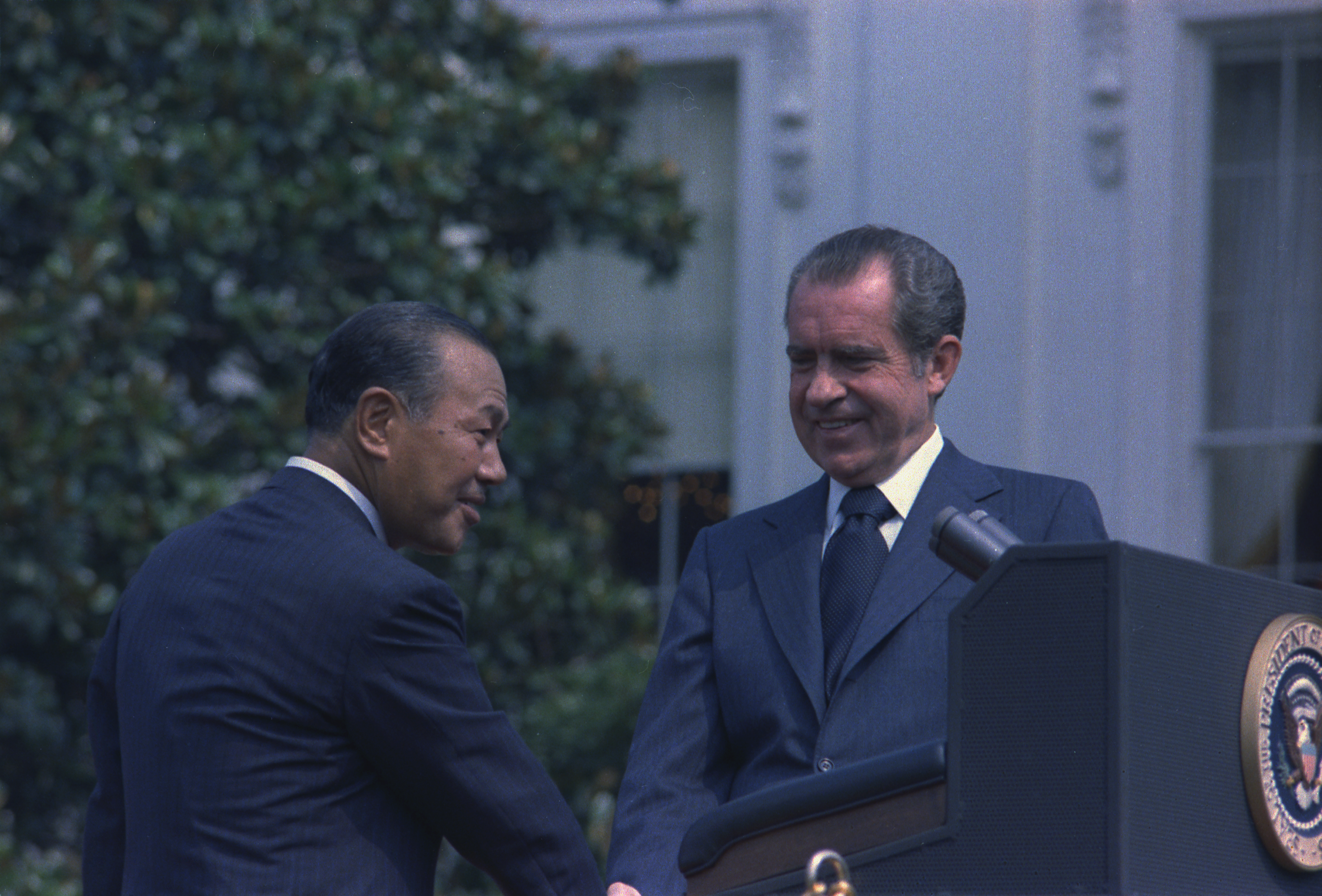
田中角栄（左）とアメリカ合衆国大統領リチャード・ニクソン

国内航空大手の全日空の新ワイドボディ旅客機導入選定に絡み、自民党衆議院議員で元内閣総理大臣の田中角栄が、1976年（昭和51年）7月27日に受託収賄と外国為替及び外国貿易管理法（外為法）違反の疑いで逮捕され、その前後に田中以外にも政治家2名（運輸政務次官佐藤孝行と元運輸大臣橋本登美三郎）が逮捕された。
さらに収賄、贈賄双方の立場となった全日空社長若狭得治以下数名の役員及び社員、ロッキードの販売代理店の丸紅の役員と社員、行動派右翼の大物と呼ばれ、暴力団やCIAとも深い関係にあった児玉誉士夫や、児玉の友人で「政商」と呼ばれた国際興業社主の小佐野賢治と相次いで逮捕者を出した。また、関係者の中から多数の不審死者が出るなど、第二次世界大戦後の日本の疑獄を代表する大事件となった。
この事件は1976年（昭和51年）2月にアメリカ議会上院で行われた上院外交委員会多国籍企業小委員会における公聴会にて発覚しており、アメリカとの間の外交問題にも発展した。

## 経緯

### トライスターの販売不振

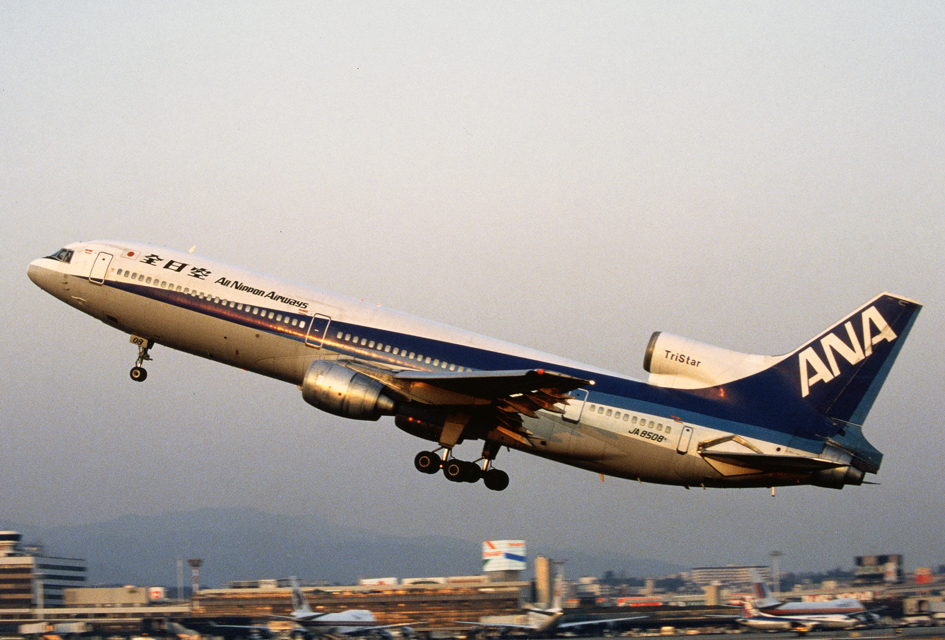
全日空のL-1011 トライスター

1970年（昭和45年）11月に初飛行し、1972年（昭和47年）4月に運航が開始されたL-1011 トライスターは、大手航空機製造会社のロッキード社が、自社初のジェット旅客機として威信をかけて開発したもので、中二階の客室、貨物室構造に昇降機が設置された他、自動操縦装置については軍用機のトップクラスメーカーとしてのノウハウが生かされ、当時としては他に例がないほどの先進的な装備が施されていた。
ロッキード社はレシプロ機時代にはロッキード コンステレーションシリーズで一世を風靡したものの、ジェット化の波には乗り遅れてしまい、軍用機メーカーとしては屈指の大手になったものの、民間機市場での地位は低下してしまっていた。また、同社はベトナム戦争の終結によって赤字経営に転落していたことも相まって、トライスターで民間機市場での起死回生を狙っていたのである。
しかし、ジェット旅客機メーカーとしての実績が先行していたマクドネル・ダグラスのDC-10や、1970年に初就航してから既に多くの発注を受けていたボーイング747との間で激しい販売競争に晒されていた。またL-1011 トライスターに搭載するロールス・ロイス社製ターボファンエンジン「RB211」は、軽量化のため複合材のファンブレードを用いていたが、複合材ではバードストライクの衝撃試験でブレードの前縁が破壊されるため、ファンブレードの材質を金属製に変更することになり、またその最中にロールス・ロイス社が破産・国有化されるなどして開発が遅れていたため、日本においても既に全日空のライバルである日本航空がマクドネル・ダグラスDC-10の大量発注を決めた他、他国においても発注が伸び悩むなど苦戦していた。
このため、このような状況を解消すべくロッキード社が各国の政治家や航空関係者に様々な働きかけを行なっていた。

### 全日空の大型機選定作業
1970年（昭和45年）1月、全日空は昭和47年度の導入を目指して、若狭を委員長とする「新機種選定準備委員会」を設置しアメリカへ調査団を派遣するなどしたが、その後の全日空機雫石衝突事故、ニクソン・ショックにより一時停止の憂き目を見た。1972年（昭和47年）に入り選定作業を再開し、メーカー側もまた7月23日から26日にかけて東京、大阪でデモフライトを実施するなど白熱化したが、当時は騒音問題がクローズアップされる中、全日空は低騒音性を重視していたところ、もともと低騒音性についてはロッキードL-1011に及ばないダグラスDC-10は、大阪空港に設置された騒音測定地点で急上昇して騒音測定を回避するなどした。DC-10はこの数か月前にエンジン脱落事故、貨物室ドア脱落事故などが相次ぎ、社内では同型機に対する安全性への不信感が大いに募ったという。
選定準備委員長らとともに各職場の意見を聴取したところ、整備、航本、運本の現業3本部に加え総合安全推進委員会などの技術部門はL-1011を、経理部はB747SRを推し、営業本部はL-1011、DC-10に意見が分かれていることが明らかになった。当時、騒音問題が激烈だったのは大阪空港であるが、その大阪空港支店の管理職45名のうち、33名がL-1011を推していたという。

### トライスターの発注

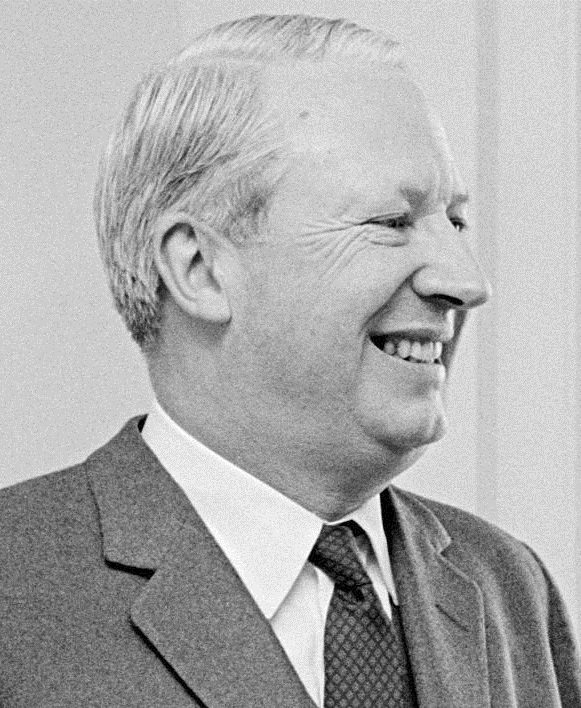
イギリス首相エドワード・ヒース

1972年（昭和47年）10月7日の同社役員会で若狭が役員に意見を求めたところ、技術部門担当役員の3名はL-1011を、技術担当以外ではDC-10が2名、B747SRが1名、L-1011が1名と分かれた。全会一致を求める若狭は、先にFAAの騒音証明を取り下げたダグラス社の騒音証明の結果が出るまで決定を延期した。10月22日を過ぎてダグラス社に問い合わせたところ、「雨が降ったので測定できなかった」旨の回答を得たのみで、騒音証明の見通しも得られなかった。10月28日に再度招集された役員会では、前回L-1011以外を推した役員も大勢に従う旨を述べた。結局、役員会ではロッキードL-1011を選定する旨決定した。

### チャーチ委員会

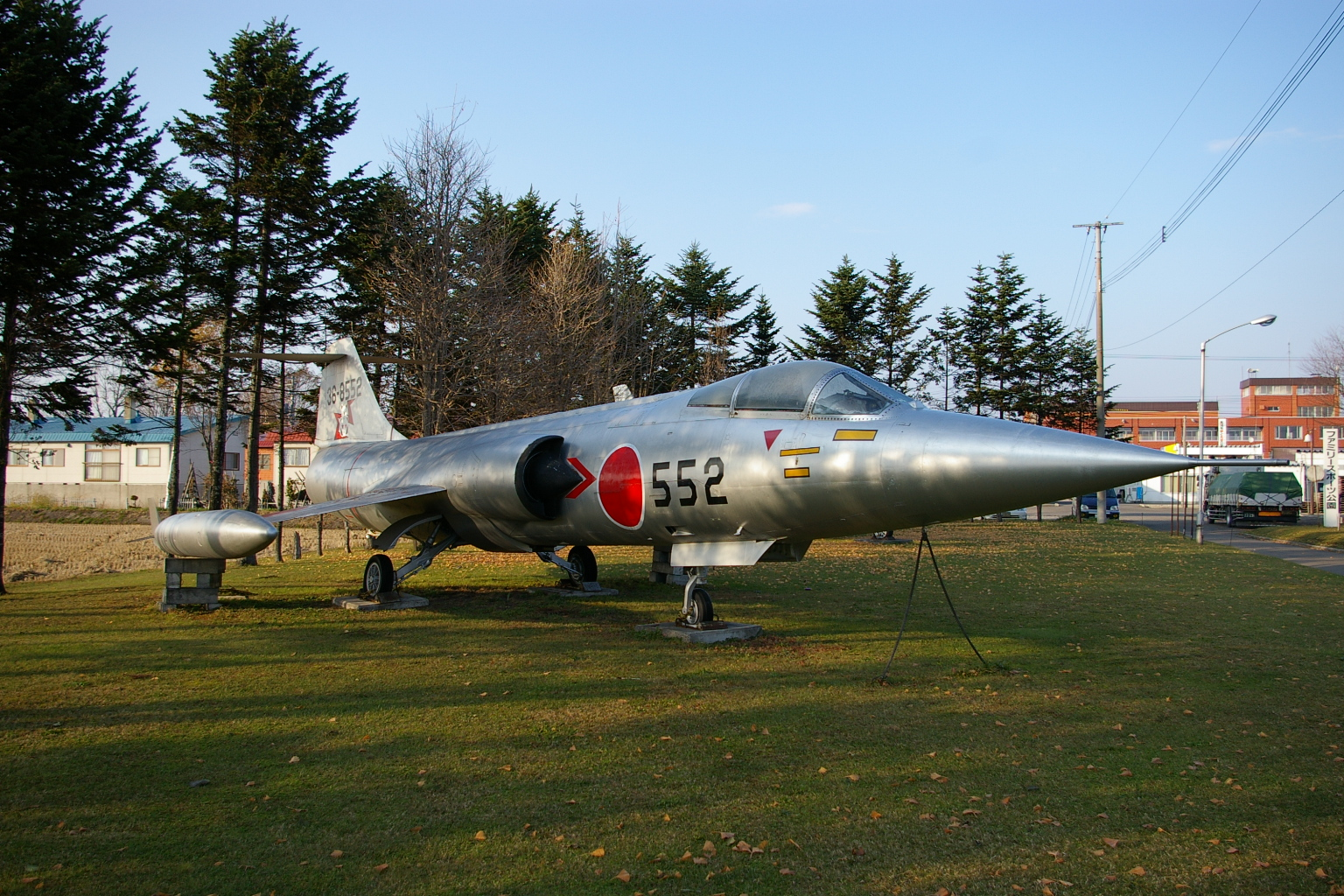
ロッキードF-104J

田中が金脈問題で首相を辞任した約1年3カ月後、そして、全日空にL-1011トライスターが納入された約2年後の1976年（昭和51年）2月4日に、アメリカ議会上院で行われた外交委員会多国籍企業小委員会（チャーチ委員会）の公聴会で、ロッキード社が、全日空をはじめとする世界各国の航空会社にL-1011 トライスターを売り込むため、同機の開発が行われていた1970年代初頭に各国政府関係者に巨額の賄賂をばら撒いていたことが明らかになった。この1970年代はニクソン、フォードの共和党政権時で、多国籍企業小委員会のチャーチは民主党議員である。

### 明らかになっていく「工作」

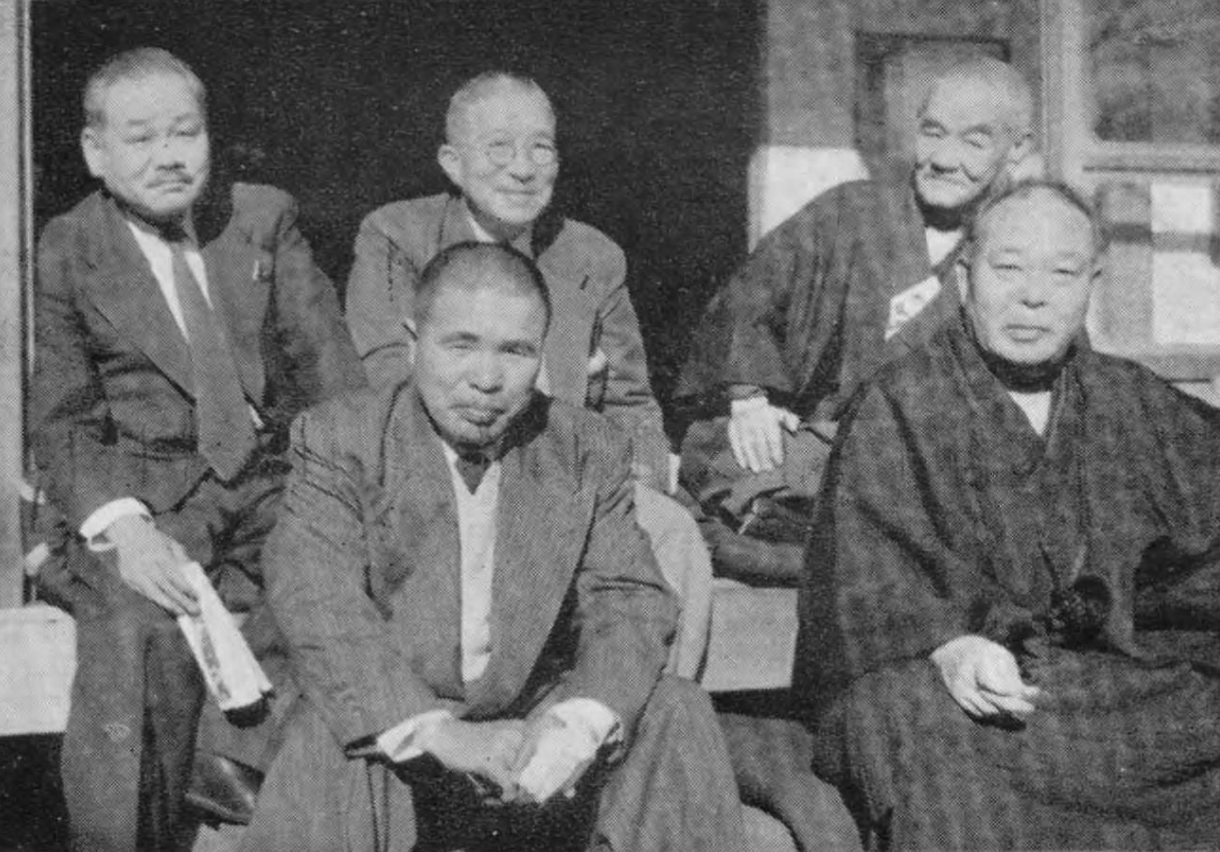
児玉誉士夫（前列左、1953年）。

さらにその後公聴会において、ロッキード副会長アーチボルド・コーチャンと元東京駐在事務所代表ジョン・ウィリアム・クラッター（John William Clutter）が、日本においてロッキード社の裏の代理人的役割をしていた児玉に対し1972年（昭和47年）10月に「（全日空へL-1011 トライスターを売り込むための）コンサルタント料」として700万ドル（当時の日本円で21億円あまり）を渡したこと、次いで児玉から、小佐野やロッキード社の日本における販売代理店の丸紅などを通じ、当時の首相である田中に対して5億円が密かに渡されたことを証言した。
2016年7月に放送されたNHKスペシャル『未解決事件』でインタビューに応じた丸紅専務の大久保利春の直属の部下でアーチボルド・コーチャンと折衝していた航空機課長坂篁一の証言によると、「5億円の現金は自分が角栄に渡すことを提案した。当時、トライスターの採用がほぼ決定していたこともあって、念押しをするために、また、P-3C（対潜哨戒機）導入の為にロッキードに最低でも5億円を出させた。国産化されると丸紅には仲介手数料が入らない。軍用機ビジネスは魑魅魍魎だ」と語っている。国産化計画の責任者だった海上自衛隊の元幹部は、田中がハワイでの首脳会談から帰って来てから変わったと語っている。
また、すでに同年6月の時点よりロッキード社から児玉へ資金が流れており、この際、過去にCIAと関係のあったといわれる日系アメリカ人のシグ片山が経営するペーパー会社や、児玉の元通訳で、GHQで諜報活動のトップを務めていたチャールズ・ウィロビーの秘書的存在でもあった福田太郎が経営するPR会社などの複雑な経路をたどっていたことがチャーチ委員会の調査によって明らかになっている。

## 国会
チャーチ委員会での証言内容を受け、検察などの本格的捜査の開始に先立つ1976年2月16日から数回に渡って行われた衆議院予算委員会には、事件関係者として小佐野賢治、全日空の若狭や渡辺副社長、前社長の大庭哲夫、丸紅会長の檜山廣や専務大久保利春、専務伊藤宏、ロッキード日本支社支配人の鬼俊良などが証人喚問され、この模様はテレビで全国中継された。
5月、ロッキード事件調査特別委員会が発足した。その後、ロッキードから金を貰ったとして「二階堂進元官房長官、佐々木秀世元運輸相、福永一臣自民党航空対策特別委員長、加藤六月元運輸政務次官」が限りなく黒に近い灰色高官であるとされたが、職務権限の問題や請託の無い単純収賄罪での3年の公訴時効成立の問題があったため起訴はされなかった。
なお、三木の下でアメリカから資料をもらい調べていた当時の内閣官房副長官海部俊樹はインタビューで、「先輩たちから、『他国から資料を貰ってまで恥をさらすことはない、指揮権を発動すればいい』とか言われた。到底我々の手の届く問題ではなかった。深い闇がある。」と語っている。

## 捜査

### 捜査開始

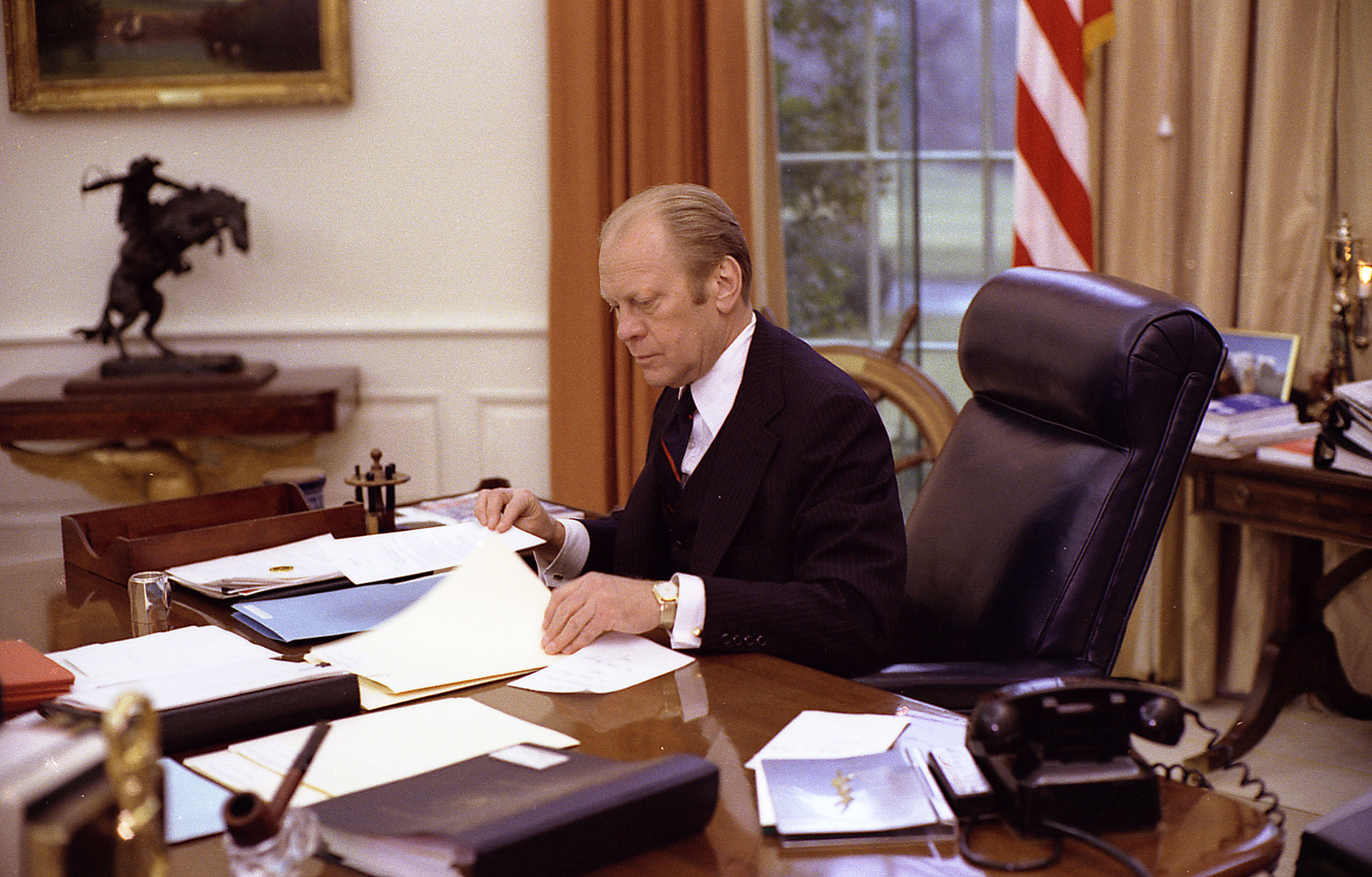
ジェラルド・フォード大統領

その後、首相三木武夫がチャーチ委員会での証言内容や世論の沸騰を受けて直々に捜査の開始を指示、同時にアメリカ大統領ジェラルド・フォードに対して捜査への協力を正式に要請するなど、事件の捜査に対して異例とも言える積極的な関与を行った。
また、捜査開始の指示を受けて2月18日には最高検察庁、東京高等検察庁、東京地方検察庁による初の検察首脳会議が開かれ、同月24日には検察庁と警視庁、国税庁による合同捜査態勢が敷かれた。吉永祐介は警察から情報が漏れていると考えていた。
三木は外交評論家の平沢和重を密使として送り、3月5日に国務長官のヘンリー・キッシンジャーと会談させてアメリカ側の資料提供を求めた。同月23日、アメリカ政府は日本の検察に資料を渡すことを合意した。

### 「ロッキード隠し」
捜査の開始を受けてマスコミによる報道も過熱の一途をたどり、それに合わせて国内外からの事件の進展に対する関心も増大した。とくに時の総理の三木はバルカン政治家と呼ばれるほど駆け引き・閥務に長けていたものの、当時の自民党の四大派閥の中では最小ともいえる少数派閥の領袖であるうえ、田中元首相の金脈問題による退陣の後を受け、比較的利権と縁の薄いクリーンなイメージが買われて、本来は党イメージの立て直しが期待されての就任であった。本人も少数派閥の領袖であるがゆえ、政権基盤の維持のためには国民の支持も重要であることを十分理解していた。ところが、ロッキード事件との関連を疑われる議員を抱える大派閥の領袖・有力幹部らにとっては、自党・自派閥の勢力維持のためには従来からのスキャンダル対処の定石通り、捜査の牽制・事件化の抑制や事態の極小化によって鎮静を図ることを期待、少数派閥の長である三木はそれに従うべき存在のはずであった。しかし、三木は政治犯罪の疑惑があれば真相を解明すべきとの態度をとり、世論の支持を背景に政権の座を維持することを決意した。結局、田中派議員が主要対象となった捜査の進展につき、親田中の議員は寧ろそれを逆手にとるような形で「国策捜査」だと主張し、批判した。対して、日本国民やマスコミはこのような政界の動きを「ロッキード（事件）隠し」と批判することとなった。

### 「三木おろし」
まず、椎名悦三郎を中心とした自民党内の反三木派が、事件解明への積極姿勢を見せる三木の態度を「はしゃぎすぎ」と批判し、さらに5月7日には田中と椎名が会談し、三木の退陣を合意するなど、いわゆる「三木おろし」を進め、田中派に加えて大平派、福田派、椎名派、水田派、船田派が賛同し、政権主流派に与するのは三木派の他は中曽根派だけとなった。日本国民やマスコミの「ロッキード（事件）隠し」との声を尻目に田中、椎名、大平や福田などの多数派は結束を強めていった。この頃になると、新聞の取材班が早朝の検察庁舎に侵入して書き損じの調書を窃取するなど、マスコミの取材合戦は更に過熱していた。

一方、吉永祐介検事を捜査主任検事とする東京地検特捜部はその後異例のスピードで田中を7月27日に逮捕し、起訴に持ち込んだ。当初から三木は事件の真相究明を標榜していたが、田中派の議員らは、これをもともと政治的クリーンさを売りとする三木が田中を生贄の羊とするため、「逆指揮権発動」によって田中を逮捕させたものではないかとみなした。三木とともに田中に対する捜査を推し進めた中曽根派出身の法務大臣稲葉修は、田中派から、三木と共に激しい攻撃の対象となった。

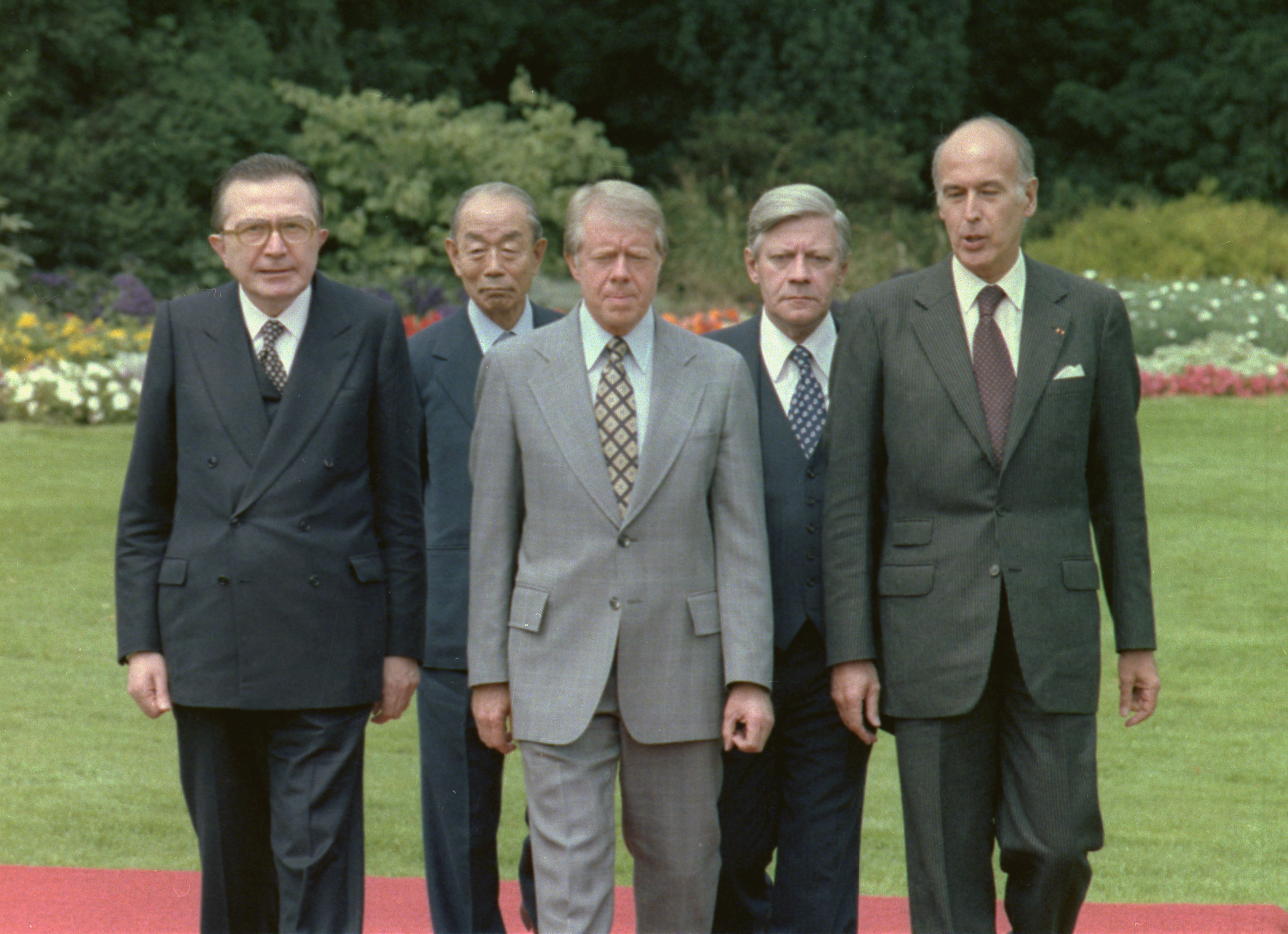
福田赳夫首相（左から2番目）

この逮捕により、「もはやロッキード隠しとは言えない」として「三木おろし」が再燃、田中の逮捕から1カ月足らずの8月24日には反主流6派による「挙党体制確立協議会」が結成された。三木は9月に内閣改造を行なったが、ここで田中派からの入閣は科学技術庁長官1名だけであり、三木も田中との対決姿勢を改めて鮮明にした。
三木は党内の分裂状態が修復できないまま解散権を行使できず、戦後唯一の任期満了による衆議院議員総選挙を迎えた。1976年12月5日に行われた第34回衆議院選挙では、ロッキード事件の余波を受けて自民党が8議席を失うなど事実上敗北し、三木は敗北の責任を取って首相を辞任。大平派と福田派の「大福密約」により、後継には「三木おろし」を進めたうちの1人であった福田派領袖の福田赳夫が就くことになった。
在日アメリカ大使館から本国へ、「これ以上ワシントンからの情報の提供がなければ、政府高官数人の辞職だけで済む。P3Cについての情報は一切だすな。」という主旨の報告が秘密解除されて見つかっている。

### 相次ぐ関係者の変死
このように事件が公になり捜査が進んだ前後に、ロッキード事件を追っていた日本経済新聞記者の高松康雄が1976年（昭和51年）2月14日、上記児玉誉士夫の元通訳の福田太郎が同年6月10日、さらに田中の運転手である笠原政則が同年8月2日と立て続けに急死するなど、マスコミや国民の間で「証拠隠滅と累が及ぶのを防ぐため、当事者の手先によって抹殺されたのではないか」との疑念を呼んだ。
しかし、捜査が進む中、1976年5月24日に行われた参議院内閣委員会において社会党参議院議員の秦豊より警察庁刑事局の柳館栄に対して福田や片山、鬼などの関係人物に対する身辺保護の必要性について質問が行われたが、「それらの人物からの身辺保護の依頼がなかったことから特に（警察は）何もしていない」という返答しかなかった。
その上、この答弁が行われた翌月には上記のように福田が死亡するなど、再び関係人物の身辺保護の必要性が問われるような状況になったにもかかわらず、警察はその後も政治家以外の民間人に対して表立った身辺保護を行わなかったことから大きな批判を呼んだ。

## 裁判

### 田中角栄
衆議院予算委員会における数度に渡る証人喚問や、5月14日に衆議院で、同19日に参議院に設置された「ロッキード問題に関する特別委員会」などにおいて、これらの証人による証言の裏付け作業が進んだ上、検察などによる捜査が急激なペースで進んだ結果、事件の発覚から半年にも満たない7月から8月にかけて田中や檜山、若狭などの多くの関係者が相次いで逮捕され、東京地方裁判所に起訴された。
田中は1976年（昭和51年）7月27日に逮捕された後、8月16日に東京地検特捜部に受託収賄と外為法違反容疑で起訴され、その翌日に保釈保証金を納付し保釈された。田中に対する公判は1977年（昭和52年）1月27日に東京地方裁判所で開始され、日本国内はおろか世界各国から大きな注目を集めることになった。その後1983年（昭和58年）10月12日には懲役4年、追徴金5億円の有罪判決が下った。この第一審判決を受けて国会が紛糾し、衆議院解散のきっかけとなった（田中判決解散）。
田中はこれに対して「判決は極めて遺憾。生ある限り国会議員として職務を遂行する」と発言し控訴したが、1987年（昭和62年）7月29日に控訴棄却、上告審の最中の1993年（平成5年）12月16日の田中の死により公訴棄却（審理の打ち切り）となった。
田中の秘書官であった榎本敏夫も田中と同日に外為法違反容疑で逮捕され、その後起訴された。1995年（平成7年）2月22日に、最高裁判所で有罪判決が確定。司法は首相秘書の最終審判決という形で田中の5億円収受を認定した。また、死亡後の田中の遺産相続でも収受した5億円を個人財産として相続税が計算された。

### 児玉誉士夫

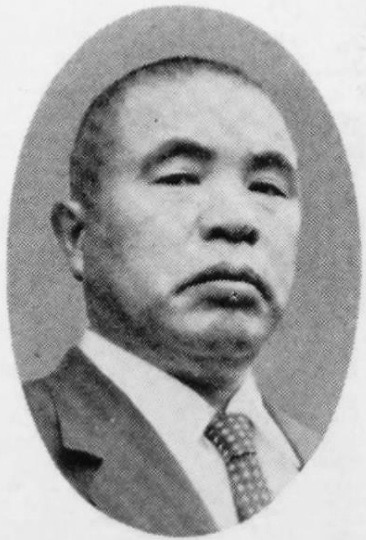
児玉誉士夫

児玉は事件の核心を握る中心人物であったにもかかわらず、1976年（昭和51年）2月から衆議院予算委員会において証人喚問が行われることが決定した直後に「病気」と称して自宅に引きこもり、さらにその後は入院した東京女子医科大学病院にて臨床取調べを受けるなど、その態度が大きな批判を受けただけでなく、そのような甘い対応を許した政府や特捜に対する批判も集中した。その後、児玉の態度に憤ったポルノ俳優の前野霜一郎が同年3月に児玉邸へのセスナ機による自爆テロを行ったが、児玉は別の部屋で寝ていて助かった。
その後の1976年3月13日に児玉は所得税法違反と外為法違反容疑で在宅起訴され裁判に臨むことになったが、1977年6月に1回だけ公判に出廷した後は再び「病気」と称して自宅を離れなかったために裁判は本人欠席のまま進んだ。その後、1981年（昭和56年）11月に判決が言い渡される予定だったが、1980年9月に再度入院し、出廷不可のため無期延期となり、判決が出ないまま1984年（昭和59年）1月に児玉は亡くなった。なお、児玉の死亡後の遺産相続では闇で収受した21億円が個人財産として認定された上で相続税が計算されている。
2016年の『未解決事件』のインタビューで堀田力は「核心はP3Cではないか。P3Cで色々あるはずなんだけど。（児玉誉士夫がロッキード社から）金を上手に取る巧妙な手口は証言で取れている。（そこから先の）金の使い方とか、こっちで解明しなきゃいけないけど、そこができていない。それはもう深い物凄い深い闇がまだまだあって、日本の大きな政治経済の背後で動く闇の部分に一本光が入ったことは間違いないんだけど、国民の目から見れば検察もっともっと彼らがどういう所でどんな金を貰ってどうしているのか、暗闇の部分を全部照らしてくれって。悔しいというか申し訳ない」と語っている。
当時、児玉が経営する企業の役員を務めていてセスナ機が突っ込んだ時も駆け付けた日吉修二によると事件発覚直後、児玉の秘書から急遽呼ばれた日吉は段ボール5箱分の書類をすぐに焼却するよう指示されたという。「これが天下の児玉だと思ってますよ。それはやっぱり日本の為の国士ですから、何か事を起こすのにはやっぱ資金がないとね。（資金の）必要があったんじゃないかなと思う。これやっぱりロッキード事件に絡んだ書類くらい思ってますよ。伝票みたいなものもあったし、色んな綴じてある書類もあったし、そんないちいちね見ながらこれは焼いていいか、それはやらない。私、意外と忠実だから言われたらピッと焼いちゃう。ただ燃やしているチラチラ見える中には、英語の物もあったと思います。」
児玉の通訳の福田太郎も死の直前に、「アメリカの公聴会で領収書の一部が公表されることになりました。ロッキード社から児玉さんに謝っておいてくれと電話がありました。」児玉は「それは話が違う。私に迷惑をかけないようにすると言っていたではないか。」と。秘書は、「それを否定しなければなりません。先生は知らないと言えばいい。判子と書類は燃やしてしまいます。」と供述している。

### 小佐野賢治
1976年（昭和51年）2月から行われた衆議院予算委員会において小佐野は第1回証人として証言したものの、上記のような「証言」が偽証罪（議院証言法違反）に問われ、翌1977年（昭和52年）に起訴され、1981年（昭和56年）に懲役1年の実刑判決を受けた。判決が言い渡された翌日に控訴したものの、その後1986年（昭和61年）10月に小佐野が死去したために被告死亡により公訴棄却となった。

### 丸紅ルート
「丸紅ルート」の中心人物で、事件当時は社長を務めていた会長の檜山廣は1976年（昭和51年）7月に贈賄と外為法違反容疑で逮捕、起訴され、1995年（平成7年）に最高裁判所で実刑が確定した。しかしながら高齢のために刑の執行は停止され、檜山は収監されないまま2000年（平成12年）に死去した。檜山はこの間、1985年（昭和60年）から1999年（平成11年）まで丸紅名誉顧問を務めていた。
榎本敏夫と共に金銭授受を実行した当事者となった専務の伊藤宏は1983年（昭和58年）10月12日に第一審判決で懲役2年の実刑判決を受けたため、実刑判決を不服として、控訴。その後、1987年（昭和62年）7月29日に控訴審判決で第一審判決を破棄し、あらためて懲役2年、執行猶予4年の判決を言い渡し、上告せず、有罪が確定。
丸紅専務の大久保利春は、他の被告とは違い、公判でも検察側の主張をほぼ全面的に認めており、第一審判決で丸紅3被告の中で唯一の執行猶予付きの有罪判決が出たが、他の被告が控訴審で大久保に不利な証言が連発されることを恐れ、控訴に踏み切った。1987年（昭和62年）7月29日に控訴棄却されるが、檜山が上告したため、同様に上告。1991年（平成3年）12月16日の大久保の死により、公訴棄却となった。
大久保の部下だった元航空機課長の坂篁一は、「檜山さんの首相訪問のOKが取れ許可取れたもんなら、この際政治献金しましょうと。これはロッキードに出させましょうという話をしたわけだ。5億円のお金の話というのは丸紅側から出てるの、コーチャンから言われたことじゃない。そこで大久保さんに話して、これをコーチャンに言ってOKを取ってくださいと。」「簡単な言葉で言えば（トライスターは）ダメ押しの最後の詰め。P3Cで色々力を注ぎましょうという考えの方が多かった。しかしこれはね、当時国産で、話は進んでいたわけだ。国産で進んだやつを何とかP3Cにならんだろうか、国産ではひとつも丸紅に口銭（仲介手数料）は入らないわけだ。P3Cになればね、非常に巨額の口銭は入るわけです。巨額なもんだから。P3Cってのは。」巨額の金が飛び交う軍用機ビジネスの不条理な世界を魑魅魍魎と書いた。「P3Cへの対策、お化けにはお化けのお菓子。森の中のお化け対策をしながら、活動するというのは、くたびれること。（導入が）決まりそうだ万歳、万歳と言ってちゃダメ。決まりかけが一番恐ろしい。暴れだすのは決まりかけ。」と語っている。
コーチャンの尋問記録にも、大久保は「もし大きな取引をしたいのであれば、5億円は基準レートだと言った。日本は最大のマーケットで丸紅から今後の販売がダメになると言われると大変だった。P3Cの売り込みの問題もあり支払わざるを得ないと考えた。」とある。

### 全日空ルート（全日空疑獄）
全日空に有利な政治的・経済的取り計らいを受けるために、若狭の意を受けて全日空の幹部がロッキードから受け取ったリベートの一部を裏金として、運輸族の政治家や運輸官僚へ贈賄していたとして立件された。この件は「全日空ルート」と呼ばれ、立花隆などは、「全日空だけの裏金だけで相当の疑獄の規模に渡る」として「全日空疑獄」と呼んでいる。
運輸政務次官の佐藤孝行や元運輸大臣の橋本登美三郎が、全日空による金銭の授受があったとして受託収賄罪で起訴された。佐藤には懲役2年、執行猶予3年、追徴金200万円の有罪判決が確定し、橋本には一・二審で懲役2年6ヶ月、執行猶予3年、追徴金500万円で有罪判決で上告中に死亡し公訴棄却となった。
また、全日空は若狭社長以下6名の現役社員が、外為法違反および議院証言法違反などの容疑で逮捕、起訴された。1982年1月、東京地方裁判所でいずれも執行猶予付きの有罪判決が下された。これに対して若狭のみが控訴。上訴審を経て1992年9月に最高裁が上告棄却したことにより、懲役3年（執行猶予5年）の有罪判決が確定した。

## 多論
もともとロッキード事件の発端は、米国系の多国籍企業が、海外での活動において多額の収益を上げながら、それを米国内に還流させて納税することもなく、自社の収益のために米国の利益すら損なうことすらしているのではないかという、米国民の不信の念の高まりから、外交委員会に多国籍企業小委員会が設けられ、多国籍企業の活動を調査することになったことによるもので、世界各国での活動を調査したものであり、日本もその対象の一つでしかない。陰謀に長けるといったダーティなイメージで捉えられることも多かったニクソンのウォーターゲート事件による大統領辞任もあり、自国政権に外国政権との癒着や倫理に反する行為も多々あったのではないかとの疑惑も強まっていた。
いったん民主党議員であったチャーチによる委員会の調査活動が始まると、海外の政府要人の暗殺計画があったことが暴露される等、民主党・共和党大統領時にかかわらずの様々なスキャンダルが既に明るみに出されていた。ロッキード事件については共和党大統領時のことであり、さらにスタッフメンバーの成果を挙げたいという意気込み・功名心、なにより実際に問題があったということがあって、様々な国のむしろ親米派とされてきた数多くの政治家・有力者が米国系多国籍企業から賄賂を受け取っていたのではないかという疑惑が取沙汰される事態となっていった。日本ばかりではなく、様々な国で政治家・有力者の名前が多数あがり、それぞれの国で一大スキャンダルとなったのである。おそらくは米国政府の外交関係者らの想定・（ほどほどの所で収まって欲しいという）願望も超える形で、問題が次々と暴露されていき、米国政府にとっても、外交関係者にとっては旧来からの外国親米政権の維持という観点からは窮地に陥った事態となっている。
日本ではこの点が必ずしも十分に認識されていないため、必ずしも上記状況を理解していないものも含めて以下のようなものがある。

### アメリカ陰謀説
ロッキード事件はアメリカ当局が仕掛けた陰謀だ、という説がある。一方で、事件当時、特捜部検事として捜査にあたった堀田力は、贈収賄事件は実在したものであり、陰謀によって暴露あるいはデッチ上げられたものではないとし、事件発覚時に国際的陰謀などなかったとしている。。
ホワイトハウス在住記者ジュリー・ムーン（文明子）がヘンリー・キッシンジャー国務長官に「ロッキード事件はあなたが起こしたんじゃないんですか？」と問いただしたところ、キッシンジャーは「オフ・コース（もちろんだ）」と答えている。田中軍団の青年将校とも呼ばれたことのある石井一（元国土庁長官・自治大臣）は、伝聞情報などを基にキッシンジャー陰謀説を『冤罪 田中角栄とロッキード事件の真相』に記した。
2022年、春名幹男は講演で、陰謀説の中でキッシンジャーの陰謀によるという説がほとんど確実だと思うので『ロッキード疑惑─―角栄ヲ葬リ巨悪ヲ逃ス』を著わしたと述べている。朝日新聞編集委員の奥山俊宏はその著書『秘密解除 ロッキード事件』で、日中国交正常化と日米安保条約をめぐる田中の言動について、「一線を越え、ニクソンを出汁にして中国共産党にすり寄ったのも同然」と指摘した上で、大平正芳外相や三木武夫国務相が日中国交正常化を推進したのに米政府首脳らに嫌われていない事情を前提に、「キッシンジャーは、政策ではなく、その人格の側面から田中を蛇蝎のごとく嫌っており、その意味で田中は米国の『虎の尾』を踏んでいたと言える」としている。春名は、田中が米国の思惑以上に日中国交正常化を進めたことがキッシンジャーの怒りの原因としている。
ロッキード社は、日本のみならずアメリカ合衆国国内においても、贈賄や汚職に関わっていた事が明らかになっている。そのアメリカ合衆国では、連邦議会が、外国公務員への贈賄を刑罰で禁止する「海外腐敗行為防止法」(FCPA)を1977年12月制定、力ーター大統領は「賄賂は倫理的にあってはならず、競争上も不必要だと信ずる」との談話を出してこれを施行した。チャーチ委員会が暴いたスキャンダルは多数にのぼったが、チャーチ委員会で活動にあたったレビンソンは、田中訴追がなければ海外腐敗行為防止法制定への政治的な動きは起きなかっただろうと思うと語ったという。

### 諸説

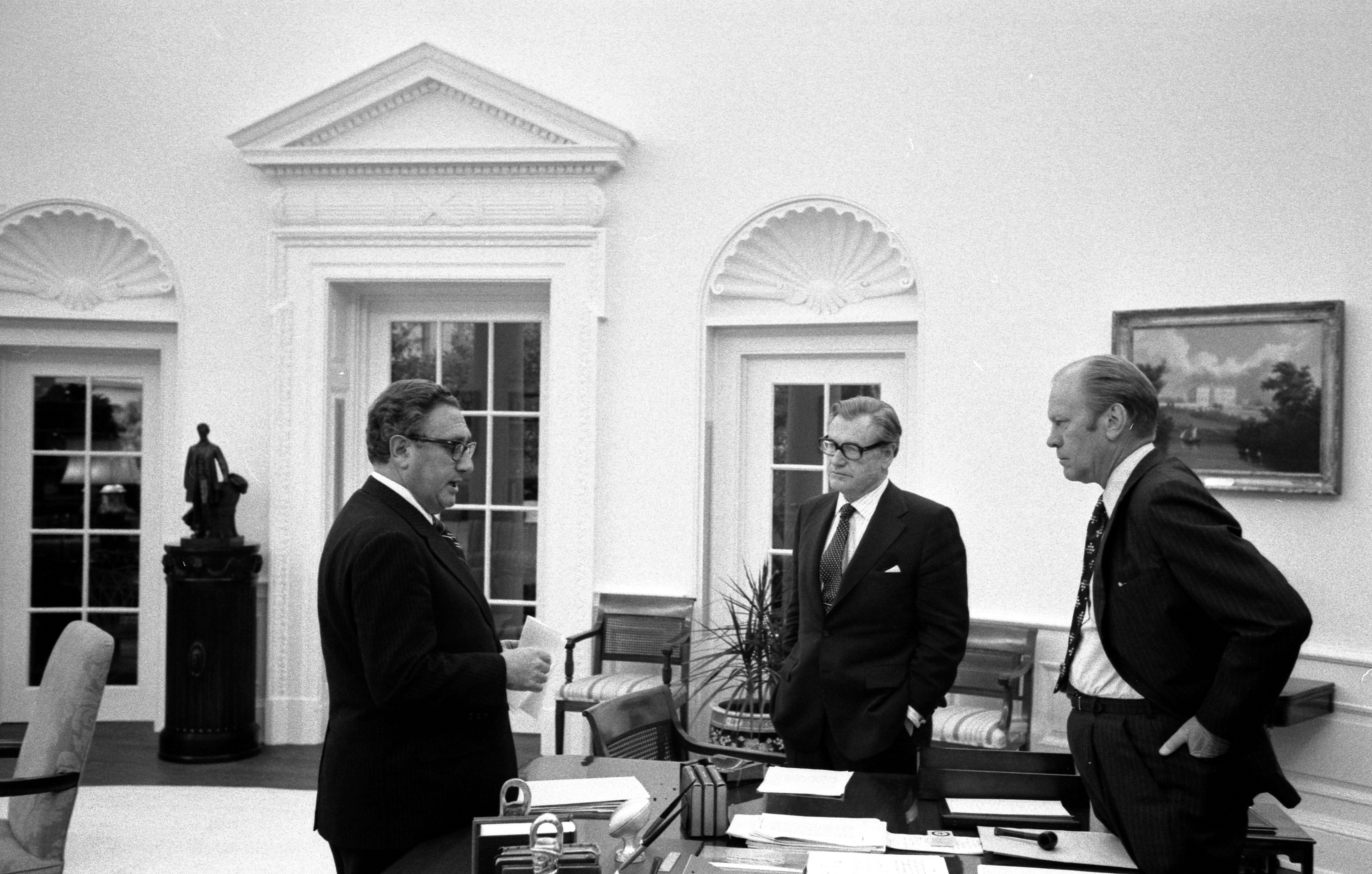
ヘンリー・キッシンジャー（左）とジェラルド・フォード（右）

中曽根康弘は自著で、事件当時のジェラルド・フォード政権の国務長官であったヘンリー・キッシンジャーが東京に来た際、『ロッキード事件をあのように取り上げたのは間違いだった』と中曽根に語り、「キッシンジャーはこういうことはやるべきでなかったと反対したらしい」と記述している。さらに同著では「ロッキード事件の原点は角栄の石油政策にある」とも述べている。
国防長官のメルビン・レアードはP-3Cの輸入を中曽根に持ち掛けた時、「彼はがっかりしていた。国産化するくらいならP3Cの開発費を負担したらどうかと提案したが、同意しなかった。」と語っている。
石原慎太郎は自著『天才』の中で、資源外交で逆鱗に触れた田中角栄をアメリカがロッキード事件で葬ったと述べている。
その他にも、この事件が発覚する過程において、贈賄側証人として嘱託尋問で証言したロッキード副社長のコーチャンと元東京駐在事務所代表のクラッターが無罪どころか起訴すらされていない点、ロッキード社の内部資料が上院多国籍企業小委員会に誤配されたと伝えられた点などを捉えて、不可解であるとして、ソビエトやアラブ諸国からのエネルギー資源の直接調達を進める田中の追い落としを狙った石油メジャーとアメリカ政府の陰謀だったとする説、または中国と急接近していた田中を快く思っていなかったアメリカ政府が田中を排除する意味があったとする説が田原総一朗の書いた記事などで有力なものとして当時からもあったが、田中による中国との国交成立に反発していた右翼や福田派、その他、田中の政治手法を良しとしない者達が警察と絡んで仕組んだ陰謀説もある。
三木が人気取りと内閣の延命を狙って検察を使い、田中を逮捕したという説もある。また、検察が本来はP-3Cの導入がらみを問題とすべき事件を全日空のトライスター受注をめぐる事件として矮小化あるいは捏造したとする説もある。後者については、確かにP-3Cの事件がより大規模で重要な事件であったが、絡んでいたのがフィクサーとして知られ口が堅いと見られていた児玉誉士夫であり、しかも事件発覚後まもなく病気で倒れたような形となったため、検察がトライスターの問題しか立件できなかったのだとする説がある。
アメリカの国家安全保障担当補佐官リチャード・V・アレンによると、ニクソン大統領自らP-3Cなどの軍用機導入を迫ったアメリカの狙いを「日本が我々の軍用機を購入すれば、我々の懐を痛めることなく、日本の金で我々の軍事力を増大することができます。加えて、私たちが望んでいた日本の軍事的役割の強化にもつながるのです。」と語っている。
田中の側近だった石井一は、「今でも田中が金を貰ったと信じたくないが、あるとすればトライスターではなくP3Cではないか。P3Cに疑惑が及ばないように何か巨大な圧力が働き田中1人に罪を負わせたのではないか。」と考えている。「軍用機でこういう問題が起こるとね、これは両国政府がもろに被る事になる。国家体制を基本的に揺るがす問題になりかねない。総理大臣1人の罪という様な事にはいかなくなってくる。」とインタビューに答えている。田中の逮捕後アメリカから資料の提供も受け、情報が漏れないように印刷には出さずに秘書に手書きさせ、見立てをまとめていた。
久保卓也は防衛次官時代の1976年2月9日、ロッキード事件の一因である次期対潜哨戒機（PX-L）の国産化が白紙還元された事件のいきさつについて「田中の部屋に後藤田正晴官房副長官、相沢英之大蔵省主計局長が入って協議した結果で、防衛庁は知らされていなかった」と記者会見で語った。これは田中らがロッキード社の要請を受けて国産化を白紙還元したというニュアンスを持つため、大きな波紋を呼ぶこととなった（いわゆる「久保発言」）。後日、当時の状況を確認され、久保の発言に誤りがあったことが明らかとなり、久保は坂田長官から戒告処分を受け、その後の深夜の記者会見において記憶違いを声を震わせながら謝罪することとなる。特に内務省の先輩で、1974年の参院選落選以後、浪人として国政復帰を目指していた後藤田はこの発言に激怒して、久保に事実関係を厳しく確認し、明確な謝罪を要求するに至った。久保が1976年半ばと比較的早い時期に次官を退任したのはこの「久保発言」が原因とも言われている。その後、この事件は報道されなくなった。

### 誤配説について
朝日新聞で、チャーチ委員会にロッキードの監査法人から届けられた書類の中に、児玉誉士夫名義と丸紅の役員名義の、賄賂資金のこととみられる「ピーナツ」を受領したとの領収証があったことが報じられた。これは、疑惑を追究するチャーチ委員会と顧客のロッキード社との板挟みになった監査法人アーサーヤングの弁護士があっさり投げ出すように応じたものだったという（応じなければ議会侮辱罪に問われることになる。）。以降、日本におけるロッキード事件の一大スキャンダルとして政治問題化する。
しかし、書類の中に領収書がなぜあったかについては、ロッキードに送るつもりの書類が誤配送されたとする説や内部告発だったのではないかと説などが当初からあった。ただし、誤配説に対しては『ロッキード社の監査法人であるアーサー・ヤング会計事務所がチャーチ委員会から証拠書類の提出を求められ、すぐに証拠書類を提出したものの、顧客秘守義務の観点から、すぐに手渡してしまったということが判明するとロッキード社との関係上都合が悪いため、事実を隠すために誤配説を流布した』という説もある。また当初アメリカ政府が日本の国内事情を考慮して捜査資料の提供を渋っていた事実もある。
放送学園大学教授の伊東光晴は、そもそもこれらの会計事務所からの資料は既に米国証券取引委員会からプロクシマイヤー委員会（銀行・住宅・都市問題委員会）に出されていたもので、たまたまチャーチ委員会で取り上げられたときに日本にも伝えられ問題になっただけで、そこに陰謀といった特段の政治的意図があったわけではないとしている。

### アメリカ人関係者の不起訴と秘密工作
また、コーチャン、クラッター、エリオットのアメリカ人3名が起訴されずに嘱託証人尋問調書が作成された点については、日本の司法制度にない司法取引であり反対尋問もできなかったという批判があるが、両名に対する嘱託尋問がアメリカで行われるのに際して3名は当初証言を拒否し、当時のアメリカでは外国の公務員に対する賄賂を規制する法律がなくアメリカ国内法では合法だったことや、アメリカ政府が実業界要人を日本へ引き渡すことが非現実的だったため、日本の検察がアメリカ司法機関に嘱託するにあたって、刑事訴訟法第248条に基づく起訴便宜主義という手法を取り、1976年7月21日に布施健検事総長が公訴不提起声明を出し、同年7月24日に最高裁が裁判官会議でアメリカ側証人の刑事免責の保証を決議することで、事実上の免責を与えたのが直接的な理由である。その点を考慮すれば3名が起訴されなかったことに不審なところはない、という反論もある。
なお、嘱託証人尋問調書について下級審では刑事免責については日本の法律とは異なった手続によって行われた証拠調べが日本の法秩序の基本的理念や手続構造に反する重大な不許容事由を有するものでない限りは可能な範囲において受けいれる余地を認め、安易な免責による証言は一般的に違法の疑いがあるが、ロッキード事件ではアメリカの実業界要人を起訴できる可能性がないことやアメリカで公正な手続で尋問が行われたことなどの事情から合理的理由があり適法として証拠として採用された。しかし、丸紅ルートの最高裁では共犯者に刑事免責を与えた上で得た供述を事実認定に用いる司法取引という制度を日本の法律は想定していないとしてコーチャンとクラッターの嘱託証人尋問調書の証拠能力を否定した。もっとも、他の証拠を元に原審の有罪判決が維持されている。
反対尋問が封じられたという点については、反対尋問ができなくても刑事訴訟法第321条1項3号に基いて伝聞証拠禁止の原則の例外を適用して、下級審では証拠採用された。また丸紅ルートの裁判において1977年10月に証拠請求をして1979年2月から始まった検察側による嘱託証人尋問調書の立証が1981年3月に終わってから1年近くたった1982年になって弁護側が正式に嘱託による反対尋問を請求した際に説得的な立証趣旨を示すことができずに裁判所に却下されたという経緯がある。コーチャンとクラッターの嘱託証人尋問調書の証拠能力を否定した最高裁も反対尋問ができなかったという理由で証拠能力を否定したわけではない。
前ロッキード副社長で駐日大使のジェームズ・ホッジソンのアメリカ政府あての極秘報告書には、ロッキード事件発覚5日後の2月9日、「疑惑の政府高官名や、証拠を探る情報戦の舞台は今、ワシントンに移っている。ワシントンでこれ以上情報が漏洩しなければ、この問題をすぐに沈静化させることは可能だ。このままうまくいけば、ダメージは日本側の閣僚ら数人の辞任だけで済むだろう」という記述がある。
この電報の9日後の2月18日、日本で第一回検察首脳会議が行われ、アメリカ側に資料の提供を求めていく方針が決まった。その2日後の2月20日、「ロッキード事件によって、これまで進めてきたP3Cの導入が全て台無しになってしまう。深刻な事態だ。今の時点で取り得る最善の方針は、P3Cに関して極力目立たないようにしていくことだ」という報告がなされた。
同日、三木とは別ルートで「アメリカ政府には、この事件に関して慎重に考えることを望みたい。我々の考えでは、名前が公表されれば日本の政界は大騒動になり、我々はその状況を制御できなくなるだろう。最善の方法はアメリカ政府が疑惑の政府高官名が入った資料の引き渡しを、可能な限り遅らせることだ。」と要請があった。
その2か月後、三木に渡された資料にはトライスター関連のものしかなく、P-3Cに関するものはなかった。その後の報告では「ロッキード社が日本政府高官に賄賂を渡したという幹部の告白は、日米双方に試練となった。もし三木首相の求めに応じて資料を全て提供していれば、政治的な同盟さえも失っていたかもしれない。」となっている。

## ロッキード事件にかかわる問題点

### 不自然な金銭の受け渡し場所
調書によればトライスター機を日本が購入するにあたって、田中側はロッキード社から丸紅を通じて4回に渡って計5億円の金銭授受が行われ、その金銭授受を実行したのは、丸紅専務の伊藤宏と田中の秘書である榎本敏夫とされている。しかし、その4回の受け渡し場所は、1回目が1973年8月10日14時20分頃にイギリス大使館裏の道路に止めた車の中で、2回目が同年10月12日14時30分頃に伊藤の自宅付近の公衆電話ボックス前で、3回目が1974年1月21日16時30分頃にホテルオークラの駐車場で、4回目が同年3月1日8時頃に伊藤の自宅にてとなっている。
1回目の受け渡し場所については、当初押収した手帳に、8月10日の午後にイギリス大使館裏にあるレストラン「村上開新堂」に行く旨書いてあったため、その事を追及したところ「村上開新堂に菓子の引き取りに行った」と証言した。しかしその後、法廷で同店の経営者の村上寿美子が、8月10日に同店が夏休みで閉店していたことを証言したため、証言の信頼性が崩れた。
3回目の受け渡し場所の駐車場があるホテルオークラでは、調書の授受時刻にその駐車場前の宴会場で、前尾繁三郎を激励する会が開かれており、数多くの政財界人やマスコミの人間がいた。したがって、調書通りならば、顔見知りと遭遇しうる場所で伊藤と榎本が金のやり取りをしたことになる。また、この日は記録的大雪であり、調書が真実なら、伊藤と榎本は雪の降りしきる野外駐車場で30分以上も立ち話をしていたことになるが、誰の口からも雪という言葉は出ていない。田原総一朗が、伊藤の運転手である松岡克浩にインタビューしたところ、松岡自身は金銭授受の記憶がなかったが、取調べで伊藤の調書を見せられそんなこともあったかもしれないと曖昧に検察の指示に従ったと述べ、さらに検察によって3回も受け渡し場所が変更させられたと証言している。松岡は当初検事の命令に従い、ホテルオークラの正面玄関前に止まっている2台の車を書いたが、その後、検察事務官に「ホテルオークラの玄関前は右側と左側に駐車場がある。あなたが言っていた場所は左側だ」と訂正を求め、しばらくして、また検察事務官がやってきて、今度は5階の正面玄関から1階の入り口の駐車場に変えさせられたとしている。また、当初伊藤も松岡とほぼ同じ絵を描いており、松岡の調書が変更された後、伊藤の調書も同様に変更させられた。田原は「打ち合わせがまったくなく、両者が授受の場所を間違え、後で、そろって同じ場所に訂正するなんてことが、あり得るわけがない。検事が強引に変えたと判断するしかありません。百歩譲ってそのようなことが偶然起こり得たとしても、この日の受け渡し場所の状況を考えると、検事のでっち上げとしか考えられない」としている。
田原が榎本にインタビューしたところ、榎本は4回の授受は検察が作り上げたストーリーだと明言した上で、5億円を受け取ったこと自体は否定せず、丸紅からの「田中角栄が総理に就任した祝い金」という政治献金として、伊藤の自宅で受け取ったと証言している。また、田原は伊藤にもインタビューしているが、伊藤はせいぜい罪に問われても政治資金規正法違反だと踏んでいた。検察から攻め立てられ、受け取ったのは事実だから、場所はどこでも五十歩百歩と考えるようになり、検察のでたらめに応じたと答えている。そして、田原が事件の捜査を担当した東京地検特捜部検事の一人に取材した結果、匿名を条件に「丸紅の伊藤宏が、榎本敏夫にダンボール箱に入った金を渡した4回の場所については、どうも辻褄が合わない。被疑者の一人が嘘を喋り、担当検事がそれに乗ってしまった。いままで誰にも言っていないけれど、そうとしか考えられない」と述べた。さらに、事件が発覚したときに渡米し、資料の入手やロッキード社のコーチャン、クラッターの嘱託尋問に奔走した検事の堀田力は「受け渡し場所はもともと不自然で子供っぽいというか、素人っぽいというか。おそらく大金の授受などしたことがない人が考えたとしか思えない」と語り、その不自然さを認めている。

### 金額の不一致（政治主義裁判）
ロッキード社の工作資金が児玉と丸紅に30億円流れ、そのうちの過半（21億円）が児玉に渡っている以上、5億円の詮議も解明されなければならない事柄であるから当然解明するのは道理にかなっていることではあるが、さることながら金額が多いほうの流通は一向に解明されていない。この方面の追跡が曖昧にされたまま5億円詮議の方にのみ向かうというのは「政治主義裁判」である可能性がある。
他方で、問題にすべきは児玉が工作資金の使途を明かさなかったことを最大の理由として事件の全容が解明されなかったことであって、そのことをもってロッキード裁判を批判するのはあたらない、という見方もある。また、仮に私人である児玉に渡った資金と総理大臣であった田中に渡った資金が存在して金額に大きな違いがあるとしても、賄賂罪を構成する職務権限の観点から同列に並べて考えられるべきではないだろうという意見も多い。

### 公訴権の乱用の可能性
三木と法務大臣だった稲葉修による「逆指揮権発動」による田中裁判は、公訴権の乱用である可能性がある。「指揮権発動」も「逆指揮権発動」も共に問題があるという観点を持つべきであろう、という主張がある。すなわち、一般に、政争は民主主義政治の常道に属する。その政争に対し、検察権力の介入を強権発動すること自体、公訴権の乱用である。同時に権力分立の原則を危うくさせ、準司法権の特定政権への追従という汚点を刻んだことになる、というのである。日本国行政の最高責任者である三木はアメリカ政府に資料を請求する親書において、もし何も出なかった時の日本国の体面を考え「If any（もしなんらかのものがあれば）」とする文言を入れることを外務大臣の宮沢喜一が進言したのに対して、「あるに決まっているからそんな文言は必要ない」と言って宮沢の提案を退けたとし、これを最初から見込み捜査の意識であったとする説がある。渡米中だった東京地検特捜部担当検事に国際電話で捜査状況について直接問い合わせたり、司法共助協定締結に関して首相官邸を訪問した検事に対してロッキード事件の起訴時期について尋ねていたことが一部マスコミで伝えられている。また検事総長への指揮権を持つ稲葉は、田中逮捕前に新聞のインタビューで「これまで逮捕した連中は相撲に例えれば十両か前頭。これからどんどん好取組が見られる」「捜査は奥の奥まで 神棚の中までやる」と、今後の大物の逮捕を示唆した上での徹底捜査をコメントをした。
他方で、いわゆる「逆指揮権発動」とは単に三木内閣がロッキード事件の解明に熱心であったことを指すに過ぎず、なんら問題にすべきところはないという反論もある。例えば田中逮捕の方針は検察首脳会議で決定され、三木も稲葉もその報告を受けただけである。稲葉にいたっては地元で釣りをしている時に刑事局長から電話でその報告を受けた程だった。後に稲葉は、「あれだけの証拠があっては指揮権で田中前首相逮捕を差し止めることなど無理で、それを恨まれても困る」と発言している。また、そもそも三木ないし稲葉が、例えば事件性がないと主張する司法当局に対し捜査・立件するよう指示したといった類の話は出て来ていない。

### 不当逮捕の可能性
「外為法違反」という別件逮捕で拘束するという違法性、しかもかつて首相職にあったものにそれをなすという政治主義性という問題があるとする主張もある。
しかしながら、田中の場合「5億円の受け取り」という一つの行為が外為法違反と収賄罪の双方に関わっていることなどを考えれば、別件逮捕という批判は当たらないとの反論もある。
なお1976年8月4日の参議院ロッキード事件に関する特別委員会で外為法違反による逮捕に関し、外貨予算制度や外貨集中制度の廃止及び大幅な為替自由化によって外為法違反は形式犯に過ぎなくなったと印象付けようとする質問が出たが、政府は「1975年に総額約20億円の密貿易に絡む不正決裁事件で20法人44人を検挙し、その内10人を身柄拘束していた例が存在する」「貿易に頼るという立場に依存度が強い日本において為替管理等を含む外為法の規制が有効に機能しなければ国際的な立場をとることができず、現行の外為法は十分有効に機能している」「外為法違反で検察庁が求公判している事例は多い年で63名、少ない年で5名ある」と答弁している。

### “作文”調書の可能性
各被告の供述証書（検事調書）が検事の作文に対する署名強要という経緯で作られた事が判明しており、この様な検事の暴走行為は下記にもあるように他にもみられることではあるが、まさに「権力犯罪」、「国策裁判」と考えても差し支えない、という主張もある。しかし、検事調書の作成にあたって一問一答を忠実に記録するのではなく、検事が供述をまとめた調書に被告（被疑者）の署名捺印をさせる、という手法は日本の刑事裁判に一般的なもので、その是非はともかくとしてロッキード事件に特有のものではない。また一般にロッキード裁判批判論では、丸紅の大久保利春が公判でも大筋で検事調書通りの証言を行なった事実が無視されている。

## 流行語
事件の捜査や裁判が進むにつれ、事件関係者が発した言葉や事件に関連した符丁が全国的な流行語となった。
（まったく）記憶にございません
衆議院予算委員会にて最重要参考人と目される小佐野賢治が喚問を受けた際、偽証や証言拒否を避けつつ質問に対する本質的回答をしない意味をもつこの発言を連発。これ以降は他の証人も同等の言葉を多用するようになった。
なお、小佐野の正確な答弁内容は「記憶『は』ございません」「記憶『が』ありません」である。
ピーナツ（ピーシズ）
賄賂を受領する際の領収書に金銭を意味する隠語として書かれていたもの。100万円を「1ピーナツ」と数えていた。「ピーシズ」はpieces、つまりピースの複数形。連日の抗議集会のなかで児玉と小佐野の事務所はデモ隊からピーナツの粒を投げつけられている。巨大なピーナツ模型のみこしを担いだデモ隊もあった。
ハチの一刺し
田中の元秘書で事件で有罪となった榎本敏夫の前妻・三恵子が、前夫に不利な法廷証言を行った心境を問われたとき、権力者の怒りを買いかねない行動をとったことに対する不安を「ハチは一度刺したら死ぬ」と語ったことから、広まった言葉。
よっしゃよっしゃ
田中が全日空への工作を頼まれたときに発したとされる言葉。なお、秘書の佐藤昭子は「越後人はこのような言い方はしない」と否定している。

## 日米以外における「ロッキード事件」
ロッキード社は日米両国だけでなく多数の国で機種選定にからむ贈賄を行なっていた。
オランダでは、空軍における戦闘機の採用をめぐって、女王ユリアナの王配ベルンハルトにロッキード社から多額の資金が流れ込んでいたことが明らかになった。これは日本での汚職事件と相まって対外不正行為防止法を制定させるきっかけとなった。
イタリアではC-130の採用を巡り、ジョヴァンニ・レオーネ大統領が首相在職中にロッキード社から賄賂を受けていた疑惑が明るみに出て、レオーネは任期を半年残して辞任に追い込まれた。
サウジアラビアでは1970年から75年にかけてロッキード社から武器商人アドナン・カショギに1億ドル以上の「手数料」がわたっていた。
ロッキード社スカンク・ワークスの責任者であったベン・リッチの著書によると、1950年代から70年代にかけて西ドイツやイギリス領香港などの地域にもに工作が行われていた。

## 検察
（かっこ内は主な後職）
- 法務省
  - 法務大臣　稲葉修
- 最高検察庁
  - 検事総長　布施健、次長検事　高橋正八
  - 刑事部長　佐藤忠雄
  - 担当検事　伊藤栄樹（検事総長）、 江幡修三（検事総長）
- 東京高等検察庁
  - 検事長　神谷尚男（検事総長）、次席検事　滝川幹雄（大阪高検検事長）
- 東京地方検察庁
  - 検事正　高瀬礼二（東京高検検事長）、次席検事　豊島英次郎（名古屋高検検事長）
- 東京地検特捜部
  - 部長　川島興 （大阪高検検事長）
  - 副部長・主任検事　吉永祐介（検事総長）、副部長　永野義一（最高検検事）、副部長　藤本一孝（新潟地検検事正）（発覚時副部長）、副部長  石黒久晫（名古屋地検検事正）（藤本と交代）
  - 特捜部検事　 　
    - 河上和雄（最高検公判部長）、村田恒（名古屋高検検事長）、松田昇（最高検刑事部長、預金保険機構理事長）、東条伸一郎（大阪高検検事長）、堀田力（4月から参加、法務省官房長）、小林幹男（仙台地検検事正）、小木曽国隆（さいたま地検検事正）、佐藤勲平（福岡地検検事正、公正取引委員）、浜邦久（東京高検検事長）、友野弘（宇都宮地検検事正）、神宮寿雄（昭和58年東京地検検事辞職）、宮崎礼壹（内閣法制局長官）、太田幸夫 （東京高裁部総括判事）、廣畠速登（長崎地検検事正）、村田紀元、山辺力、近藤太郎、寺田輝泰、水流正彦、清水正男、荒木久雄、安保憲治、松尾邦弘（検事総長）

  - 特捜部資料課長　田山市太郎

## 影響
防衛庁では1968年から、海上自衛隊が使用するロッキード社製の対潜哨戒機P2V-7及びP2V-7を原型とし川崎重工業が改造開発したP-2Jの後継となる次期対潜哨戒機 (PX-L) の選定に着手、当初川崎重工業による国産機とアメリカ海軍で採用されていたロッキード社のP-3Cの2案が有力視されていたが、1972年10月に国産方針の白紙撤回が発表されP-3Cの選定が事実上決定した。しかし、ロッキード事件の発覚により政府はPX-Lを全て白紙に戻し、一から選考し直す方針をとった。そのため海上自衛隊はPX-LまでのつなぎとしてP-2Jを増産することとなった。その後再度選定が行われ、1977年には再度P-3Cに決定した。